# Boeun
Boeun (kor. 보은군, Boeun-gun) – powiat znajdujący się w prowincji Chungcheong Północny w Korei Południowej.